# Serviço de Investigação de Segurança do Estado
O Serviço de Investigação de Segurança do Estado (SSIS; em árabe: مباحث أمن الدولة, transl.: Mabahith Amn al-Dawla) era a mais alta autoridade investigativa do Egito. Com um número estimado de 100.000 funcionários, era o principal aparato de segurança do Ministério do Interior do país, e tinha o papel de controlar grupos de oposição, tanto organizações armadas quanto aquelas envolvidos na oposição pacífica ao governo. Grupos de ativistas de direitos humanos egípcios e internacionais, juntamente com o Comitê das Nações Unidas contra a Tortura documentaram o uso extenso de tortura pelo SSIS, que foi descrito pela organização Human Rights Watch como tendo imposto uma "cultura pervasiva de impunidade" em relação à prática da tortura.
Após a revolução egípcia de 2011, o chefe do SSIS foi preso sob suspeita de ter ordenado o assassinato de demonstrantes. Em 15 de março do mesmo ano o Ministério do Interior anunciou a dissolução da agência.

## Organização

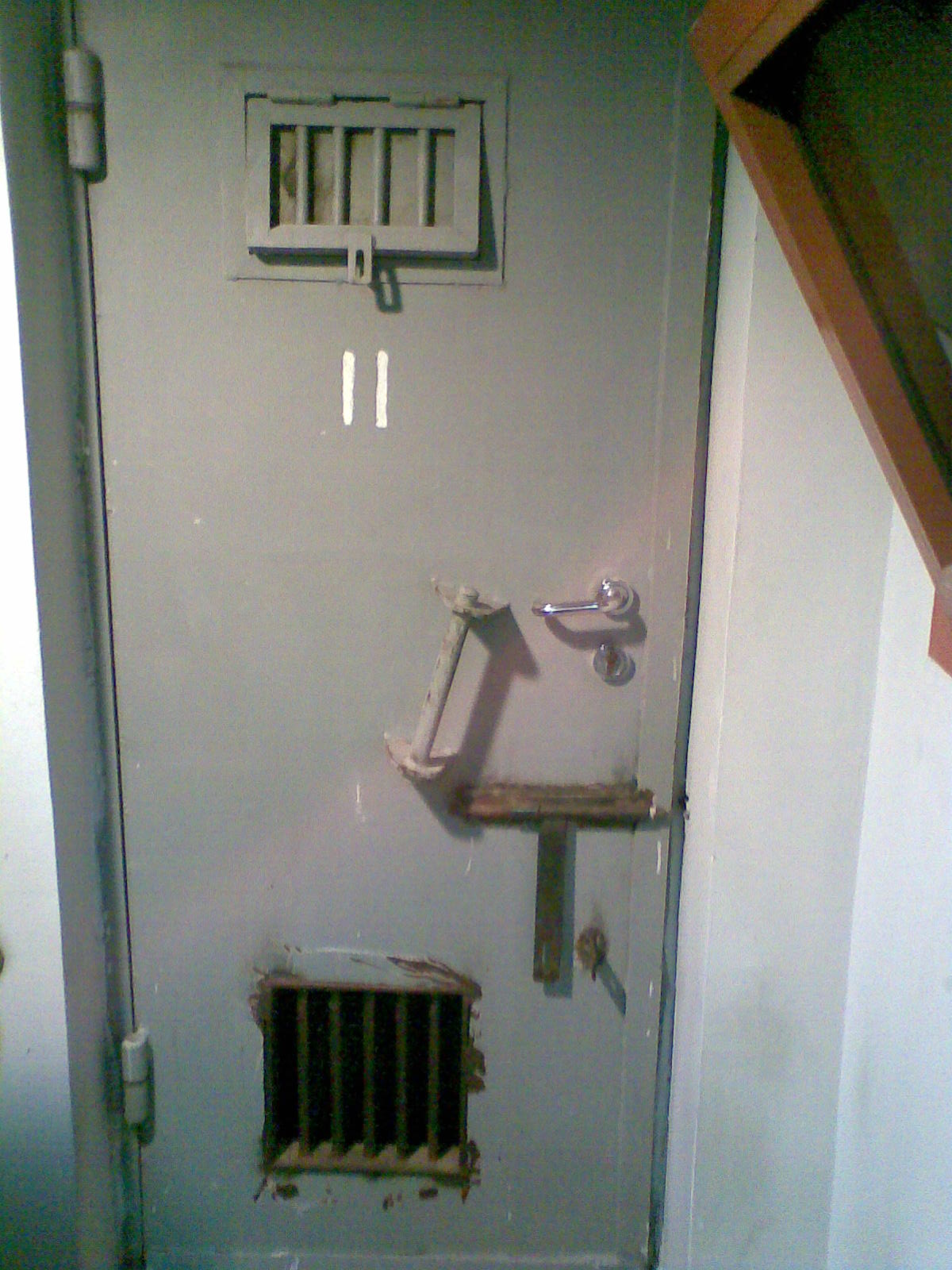
Cela subterrânea em instalações do SSIS.

O SSIS era um ramo do Ministério do Interior do Egito, com a meta oficial de proteger a segurança do país. A organização tem diversos escritórios que são responsáveis pela sua face pública; um "Departamento Investigativo", na região de Lazoghli, do Cairo, uma "Corte Suprema de Segurança do Estado", em Gizé, uma "Promotoria Suprema de Segurança do Estado" (Niyabat Amn al-Dawl a al-'Ulya), entre outros. Um telegrama diplomático enviado em 2007 publicado pelo The Daily Telegraph como parte do vazamento de documentos diplomáticos secretos americanos discute o que o então chefe do SSIS chamava de cooperação "excelente e forte" entre a entidade e o FBI americano. O documento vazado também discutia o benefício que o SSIS obtinha através das oportunidades de treinamento no quartel-general do FBI em Quantico, Virgínia.

## Alegações de tortura
Num relatório de 2002, o Comitê das Nações Unidas contra a Tortura expressou uma "preocupação particular com a ampla evidência de tortura e maus-tratos nas instalações administrativas sob o controle do Departamento de Investigações da Segurança de Estado, práticas que seriam facilitadas pela falta de qualquer inspeção obrigatória feita por um organismo independente nestas instalações." A organização Human Rights Watch declarou que "as autoridades egípcias têm um registro longo e bem-documentado de envolvimento com prisões arbitrárias, detenções incomunicáveis, torturas e outros maus-tratos de detentos", e que o SSIS tem cometido especificamente atos de tortura e negado aos seus prisioneiros direitos humanos fundamentais." Um documento diplomático ameircano relatou que a brutalidade policial e a tortura seriam "rotineiros e difundidos", e que os serviços de segurança funcionavam como "instrumentos de poder que servem e protegem o regime."

## Envolvimento em rendições extraordinárias
As autoridades italianas que investigavam a rendição extraordinária (abdução ilegal) do clérigo egípcio Hassan Mustafa Osama Nasr, também conhecido como Abu Omar, das ruas de Milão em 17 de fevereiro de 2003; Omar foi levado de avião de Aviano para Rammstein, e de lá para Alexandria, onde passou para as mãos da SISE. Pelo menos um dos agentes da CIA indiciados no caso, Robert Seldon Lady, afirmaram ter acompanhado Omar até o Egito, e passado duas semanas no Cairo auxiliando com o interrogratório do clérigo.

## Revolução de 2011 e depois

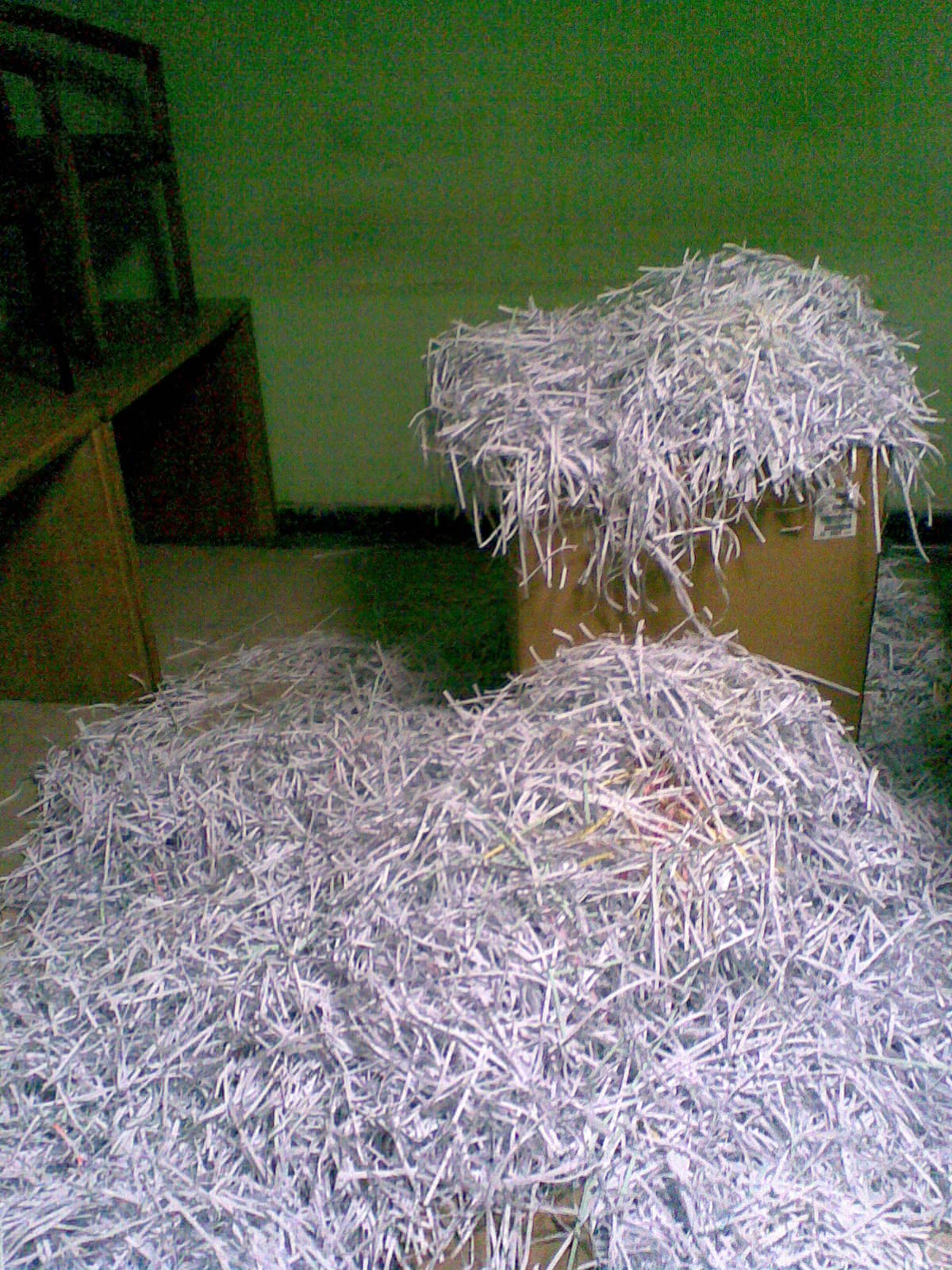
Documentos destruídos encontrados dentro de uma das sedes do SISE.

Uma das principais exigências dos manifestantes durante a revolução egípcia era a abolição do Serviço de Investigação de Segurança do Estado.
Em 4 e 5 de março de 2011, diversos edifícios do SISE foram atacados por manifestantes. Os responsáveis pela invasão disseram que o motivo do ato era se apossar de documentos que julgavam poder provar os diversos crimes cometidos pela entidade contra o povo do Egito durante o governo de Hosni Mubarak. Na noite de 5 de março, "a visão de um caminhão de lixo saindo de um complexo no Cairo repleto de papel picado levou os manifestantes a um estado de fúria, criando um ímpeto que levou a multidão a passar pelos soldados do exército que faziam a vigilância externa e invadir o edifício abandonado com tanta pressa.."
Especialmente na sede de Nasr City, no Cairo, foram encontrados diversos documentos que parecem provar a espionagem em massa de cidadãos, e diversos filmes sexualmente explícitos de figuras públicas, bem como ferramentas de tortura e celas secretas. Os manifestantes invadiram a sede de Alexandria em 4 de março, após confrontos com as forças de segurança, e em 5 de março a sede da cidade central de Assiut foi invadida. No Cairo, outro edifício na Cidade 6 de Outubro foi invadido, onde "alguns dos documentos mais incriminatórios já haviam sido destruídos." Segundo reportagem dos jornais da McClatchy Company, havia muita incerteza com relação aos documentos que surgiram, e "talvez o documento mais controverso a ricochetear pelos fóruns de internet foi o que alegava confirmar o envolvimento do SISE no atentado às igrejas cristãs ocorrido no dia de Ano Novo na cidade portuária de Alexandria. (...) A legitimidade do documento não foi determinada, porém sua distribuição desencadeou protestos de centenas de cristãos coptas durante o domingo no Cairo."
Outros documentos descobertos listavam nomes de juízes envolvidos em fraudes eleitorais, e de um pequeno número de egípcios que atuavam como informantes para o governo. A publicação destes nomes configurou um dilema moral para alguns dos manifestantes, que ponderaram o perigo que estes informantes estariam correndo devido à fúria daqueles que foram espionados.
Em 15 de março de 2011, o SISE foi dissolvido pelo Ministro do Interior Mansour el-Issawy, como resposta às revelações feitas nas semanas anteriores. O ministro também anunciou planos para a criação de uma nova "Força Nacional de Segurança", que assumiria as funções de contra-terrorismo e outras responsabilidades de segurança doméstica.